# Campionati del mondo di ciclismo su pista - Inseguimento individuale maschile Dilettanti
L'inseguimento individuale maschile Dilettanti era una delle prove inserite nel programma dei campionati del mondo di ciclismo su pista. Aperto alla categoria Dilettanti, fu parte del programma dei campionati dal 1946 al 1992.
Le prove del 1972, 1976, 1980, 1984, 1988 e 1992 non vennero inserite nel programma dei campionati del mondo, ma si tennero unicamente durante i Giochi olimpici. Dal 1993, complice la fusione delle categorie Professionisti e Dilettanti nella categoria Open, la prova è stata abolita.

## Albo d'oro
Aggiornato all'edizione 1991.
| Anno | Vincitore                                       | Secondo             | Terzo              |
| ---- | ----------------------------------------------- | ------------------- | ------------------ |
| 1946 | Roger Rioland                                   | Borge Gissel        | Harald Janemar     |
| 1947 | Arnaldo Benfenati                               | Attilio François    | Knud Andersen      |
| 1948 | Guido Messina                                   | Jacques Dupont      | Charles Coste      |
| 1949 | Knud Andersen                                   | Cyril Cartwright    | Aldo Gandini       |
| 1950 | Sydney Patterson                                | Aldo Gandini        | Guido Messina      |
| 1951 | Mino De Rossi                                   | Raphaël Glorieux    | Guido Messina      |
| 1952 | Piet van Heusden                                | Mino De Rossi       | Loris Campana      |
| 1953 | Guido Messina                                   | Loris Campana       | Daan de Groot      |
| 1954 | Leandro Faggin                                  | Peter Broterthon    | Norman Sheil       |
| 1955 | Norman Sheil                                    | Peter Broterthon    | Leandro Faggin     |
| 1956 | Ercole Baldini                                  | Leandro Faggin      | John Geddes        |
| 1957 | Carlo Simonigh                                  | Franco Gandini      | Ab Geldermans      |
| 1958 | Norman Sheil                                    | Philippe Gaudrillet | Carlo Simonigh     |
| 1959 | Rudi Altig                                      | Mario Vallotto      | Willy Trepp        |
| 1960 | Marcel Delattre                                 | Henk Nijdam         | Siegfried Köhler   |
| 1961 | Henk Nijdam                                     | Jaap Oudkerk        | Marcel Delattre    |
| 1962 | Kaj Jensen                                      | Herman Van Loo      | Jaap Oudkerk       |
| 1963 | Jean Walschaerts                                | Stanislav Moskvin   | Hugh Porter        |
| 1964 | Tiemen Groen                                    | Herman Van Loo      | Jiří Daler         |
| 1965 | Tiemen Groen                                    | Stanislav Moskvin   | Preben Isaksson    |
| 1966 | Tiemen Groen                                    | Jiří Daler          | Giorgio Ursi       |
| 1967 | Gert Bongers                                    | Mogens Frey         | Jiří Daler         |
| 1968 | Mogens Frey                                     | Xaver Kurmann       | Lorenzo Bosisio    |
| 1969 | Xaver Kurmann                                   | Bernard Darmet      | Daniel Rebillard   |
| 1970 | Xaver Kurmann                                   | Ian Hallam          | Viktor Bykov       |
| 1971 | Martín Emilio Rodríguez                         | Josef Fuchs         | Giacomo Bazzan     |
| 1972 | prova disputata ai Giochi della XX Olimpiade    |                     |                    |
| 1973 | Knut Knudsen                                    | Herman Ponsteen     | Ruppert Kratzer    |
| 1974 | Hans Lutz                                       | Orfeo Pizzoferrato  | Thomas Huschke     |
| 1975 | Thomas Huschke                                  | Vladimir Osokin     | Orfeo Pizzoferrato |
| 1976 | prova disputata ai Giochi della XXI Olimpiade   |                     |                    |
| 1977 | Norbert Dürpisch                                | Uwe Unterwalder     | Daniel Gisiger     |
| 1978 | Detlef Macha                                    | Norbert Dürpisch    | Uwe Unterwalder    |
| 1979 | Nikolaj Makarov                                 | Maurizio Bidinost   | Alain Bondue       |
| 1980 | prova disputata ai Giochi della XXII Olimpiade  |                     |                    |
| 1981 | Detlef Macha                                    | Dainis Liepiņš      | Maurizio Bidinost  |
| 1982 | Detlef Macha                                    | Rolf Gölz           | Mario Hernig       |
| 1983 | Viktor Kupovec                                  | Bernd Ditter        | Dainis Liepiņš     |
| 1984 | prova disputata ai Giochi della XXIII Olimpiade |                     |                    |
| 1985 | Vjačeslav Ekimov                                | Gintautas Umaras    | Roland Günther     |
| 1986 | Vjačeslav Ekimov                                | Gintautas Umaras    | Dean Woods         |
| 1987 | Gintautas Umaras                                | Vjačeslav Ekimov    | Artūras Kasputis   |
| 1988 | prova disputata ai Giochi della XXIV Olimpiade  |                     |                    |
| 1989 | Vjačeslav Ekimov                                | Jens Lehmann        | Steffen Blochwitz  |
| 1990 | Evgenij Berzin                                  | Valerij Baturo      | Mike McCarthy      |
| 1991 | Jens Lehmann                                    | Michael Glöckner    | Jan Bo Petersen    |
| 1992 | prova disputata ai Giochi della XXV Olimpiade   |                     |                    |

## Medagliere
| Pos.   | Nazione          | Oro | Argento | Bronzo | Totale |
| ------ | ---------------- | --- | ------- | ------ | ------ |
| 1      | Italia           | 7   | 8       | 11     | 26     |
| 2      | Unione Sovietica | 7   | 8       | 3      | 18     |
| 3      | Paesi Bassi      | 6   | 3       | 3      | 12     |
| 4      | Germania Est     | 5   | 4       | 5      | 14     |
| 5      | Danimarca        | 3   | 2       | 3      | 8      |
| 6      | Gran Bretagna    | 2   | 4       | 3      | 9      |
| 7      | Francia          | 2   | 3       | 4      | 9      |
| 8      | Svizzera         | 2   | 2       | 2      | 6      |
| 9      | Germania Ovest   | 2   | 1       | 2      | 5      |
| 10     | Belgio           | 1   | 3       | 0      | 4      |
| 11     | Germania         | 1   | 1       | 0      | 2      |
| 12     | Australia        | 1   | 0       | 1      | 2      |
| 13     | Colombia         | 1   | 0       | 0      | 1      |
| 13     | Norvegia         | 1   | 0       | 0      | 1      |
| 15     | Cecoslovacchia   | 0   | 1       | 2      | 3      |
| 16     | Uruguay          | 0   | 1       | 0      | 1      |
| 17     | Svezia           | 0   | 0       | 1      | 1      |
| 17     | Stati Uniti      | 0   | 0       | 1      | 1      |
| Totale | Totale           | 41  | 41      | 41     | 123    |